# Uffe Ellemann-Jensen
Uffe Ellemann-Jensen, danski politik, * 1. november 1941, Haarby, Danska, † 18. junij 2022
, København, Danska.
Med letoma 1982 in 1993 je bil minister za zunanje zadeve Danske.

## Odlikovanja in nagrade
Leta 2004 je prejel srebrni častni znak svobode Republike Slovenije z naslednjo utemeljitvijo: »za osebni prispevek in zasluge pri razvijanju in krepitvi prijateljskih odnosov med Republiko Slovenijo in Kraljevino Dansko«.